# 尼子十旗
尼子十旗（あまごじっき）は、日本の戦国時代、出雲国を支配した戦国大名尼子氏の本城月山富田城の防衛線である出雲国内の主要な10の支城のことである。また、月山富田城と尼子十旗の間の繋ぎとして築かれた主要な10の城砦である尼子十砦（あまごじっさい）も併せて解説する。

## 概要
尼子氏は、本拠地である月山富田城の防衛線として10の支城を築いて家臣団を配置した。雲陽軍実記には「惣じて尼子旗下にて禄の第一は白鹿、第二は三沢、第三は三刀屋、第四は赤穴、第五は牛尾、 第六は高瀬、第七は神西、第八は熊野、第九は真木、第十は大西なり、これを出雲一国の十旗と云ふ」と記されている。
さらに、この十旗と月山富田城を繋ぐ拠点として、築かれた10の城砦が尼子十砦と呼ばれる。

## 歴史
天文11年（1542年）に大内氏が行った出雲侵攻では、赤穴氏の守る赤穴城（現在の瀬戸山城）が最初の防御戦となった。守将である赤穴光清は、大内に従う安芸国人の熊谷直続を討ち取るなど奮戦する。赤穴城の攻略に手間取った大内軍は、月山富田城を包囲するものの将兵の士気低下と兵站に苦慮。傘下の国人たちが離反した大内軍は敗走、尼子氏は危機を脱した。
大内氏滅亡（大寧寺の変）後に毛利元就が著しく勢力を拡大し、それと重なるように尼子晴久が急死したため、尼子家臣団は動揺する。尼子義久は毛利氏と和睦（雲芸和議）を結んでこの動揺を収めようと図ったが、和議の内容が石見国に派遣されていた尼子諸将に都合が悪く、頭越しの和睦となったことで、石見での尼子方勢力が崩壊。赤穴城や三沢城など尼子十旗のいくつかは戦わずして毛利氏に寝返った。そのような情勢のなか、白鹿城の松田氏や熊野城の熊野氏、伯耆・美作の尼子勢力は毛利氏への抵抗を続けたが、ついに月山富田城が落城するに至り、いずれも落城・開城した。
永禄12年（1569年）には、山中幸盛らが尼子家再興を目指して出雲に攻め入り、牛尾城や十神山城などは尼子再興軍の拠点となる。しかし、元亀元年（1570年）の布部山の戦いで尼子軍が敗北すると、最終的には全城が落城・開城している。
多くの尼子十旗・十砦が、月山富田城陥落もしくは尼子再興軍討伐後に廃城となった。また、三刀屋城など一部の城は一国一城令により廃城となったと考えられている。

## 尼子十旗の城名と守将

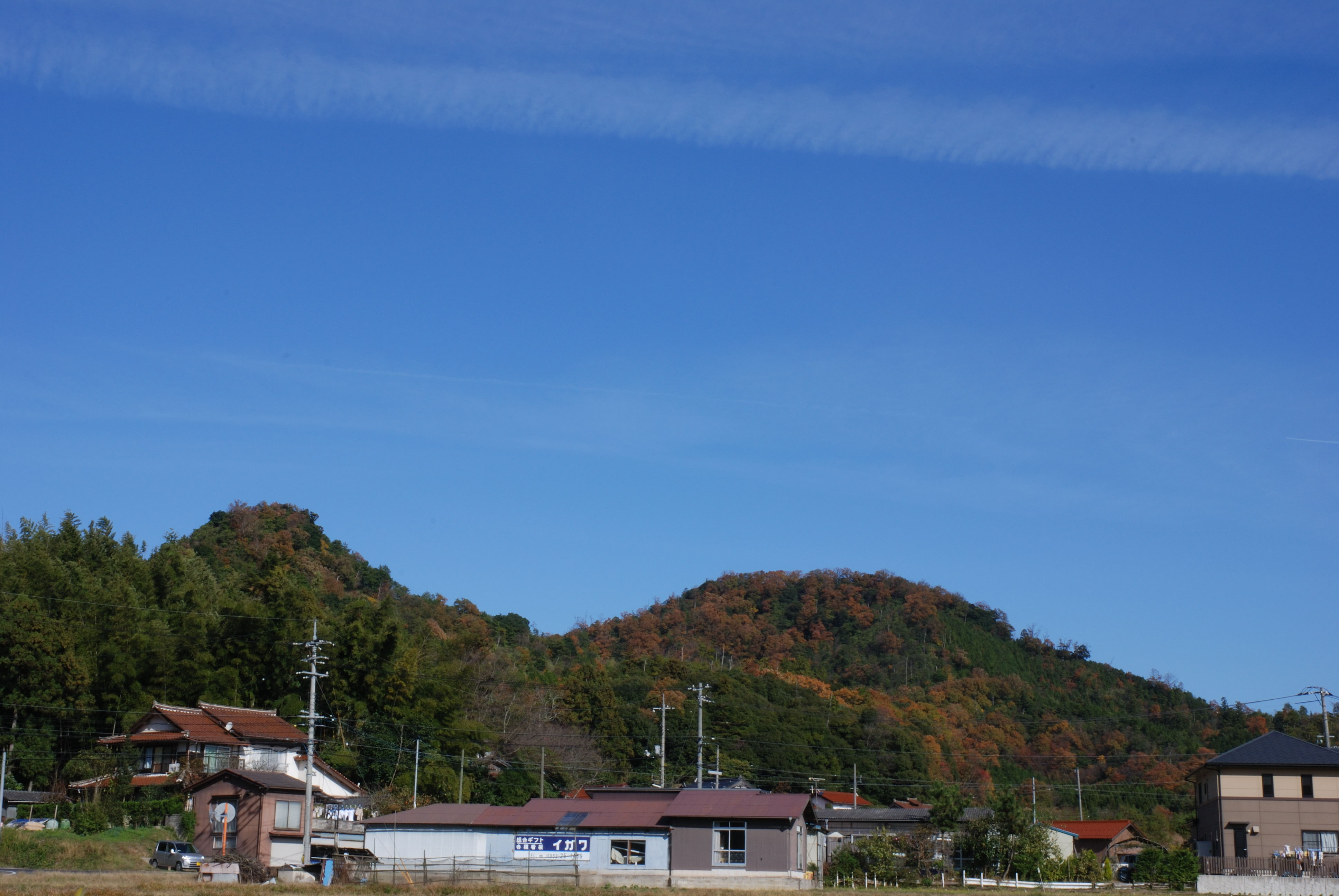
白鹿城跡の遠景

1. 白鹿城：松田氏
2. 三沢城：三沢氏
3. 三刀屋城：三刀屋氏
4. 赤穴城：赤穴氏
5. 牛尾城：牛尾氏
6. 高瀬城：米原氏
7. 神西城：神西氏
8. 熊野城：熊野氏
9. 馬木城：馬来氏（真木氏）
10. 大西城：大西氏（だいさいし）

## 尼子十砦の城名

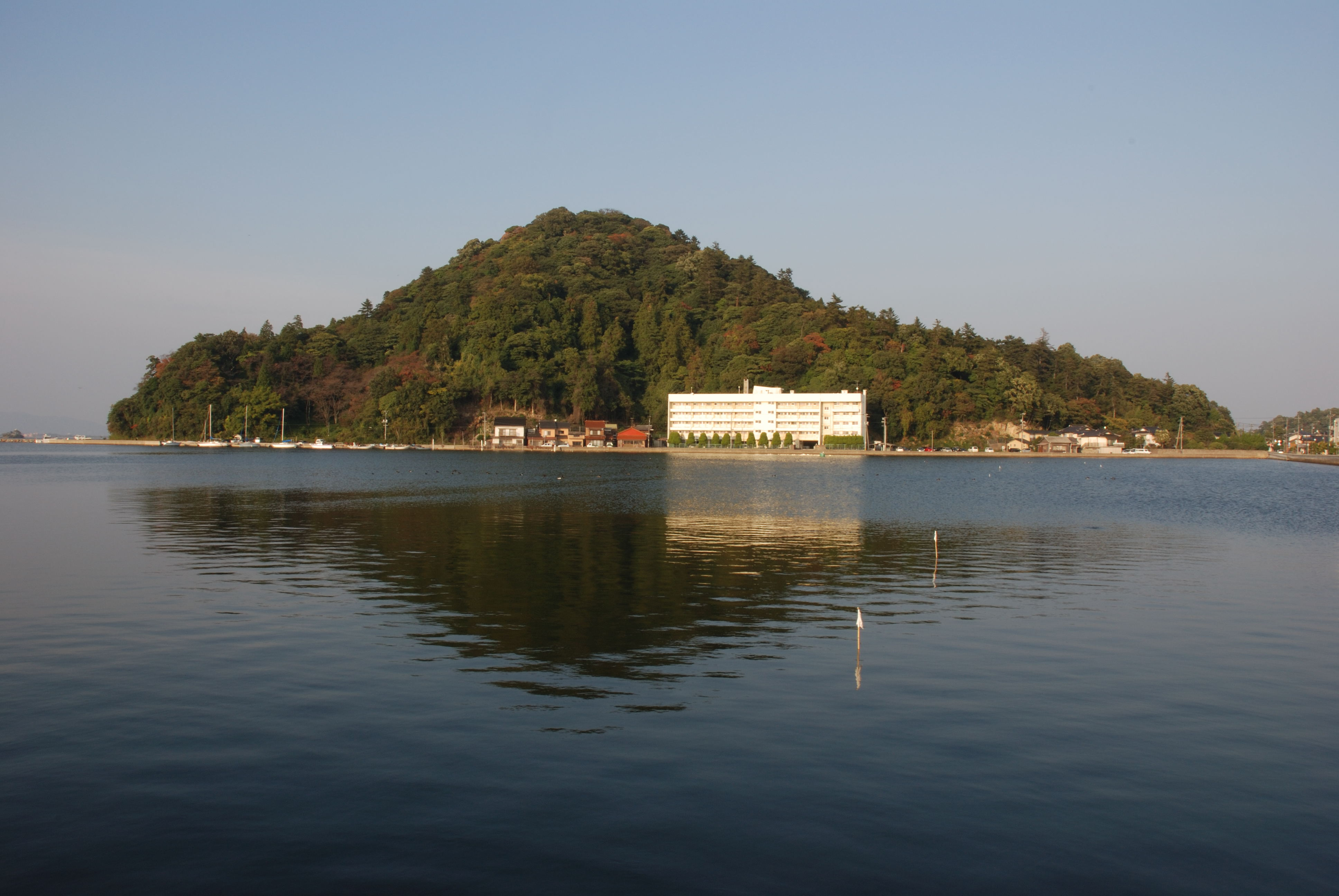
十神山城跡の遠景

- 十神山城
- 神庭横山城
- 三笠山城
- 赤崎山城
- 豊岡城
- 高尾山城
- 高守城
- 勝山城
- 寺山城
- 安田要害山城